# Горьковское (Ленинградская область)
Горьковское (до 1948 — Неувола, фин. Neuvola) — посёлок в Полянском сельском поселении Выборгского района Ленинградской области России.

## Этимология
Топоним Неувола образован, предположительно, от антропонима.
17 января 1948 года, согласно постановлению 2-й сессии Мустамякского сельсовета, деревне было присвоено название Пешково. В том же году комиссия по переименованию приняла решение присвоить деревне новое название — Горьковская, которое было обосновано тем, что в деревне с 1914 по 1917 год на даче-пансионе мещанки Александры Карловны Горбик-Ланге снимал комнату писатель А. М. Горький.
Переименование в форме среднего рода было закреплено указом Президиума ВС РСФСР от 1 октября 1948 года.

## История

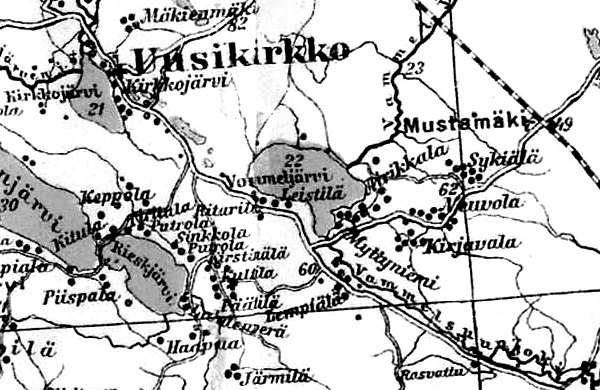
Деревни Неувола и Кирьявала на финской карте 1923 года

До 1939 года деревня Неувола входила в состав волости Уусикиркко Выборгской губернии Финляндской республики. В деревне было около 40 дворов.
С 1 мая 1940 года по 30 сентября 1948 года — в составе Мустомякского сельсовета Каннельярвского (Райволовского) района. 
С 1 августа 1941 года по 30 июня 1944 года — финская оккупация. 

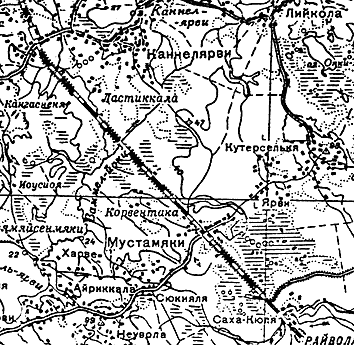
Деревня Неувола на карте Генштаба Красной армии. 1942 год

С 1 октября 1948 года деревня учитывается административными данными как деревня Горьковское в составе Горьковского сельсовета Рощинского района. В процессе укрупнения к ней была присоединена соседняя деревня Кирьявала.
С 1 декабря 1954 года — в составе Краснофлотского сельсовета.
С 1 января 1961 года — в составе Полянского сельсовета. В 1961 году население деревни составляло 385 человек.
С 1 февраля 1963 года — в составе Выборгского района.
Согласно данным 1966, 1973 и 1990 годов посёлок Горьковское входил в состав Полянского сельсовета.
В 1997 году в посёлке Горьковское Полянской волости проживали 272 человека, в 2002 году — 297 человек (русские — 93 %).
В 2007 году в посёлке Горьковское Полянского СП проживали 235 человек, в 2010 году — 253 человека.

## География
Посёлок расположен в южной части района на автодороге 41К-093 (Белокаменка — Лебяжье).
Расстояние до административного центра поселения — 13 км.
Расстояние до ближайшей железнодорожной платформы Горьковское — 5 км. 
Близ посёлка протекают ручьи Кроткий и Птичий.

## Демография
| 2007 | 2010 | 2017 | 2021 |
| ---- | ---- | ---- | ---- |
| 235  | ↗253 | ↘234 | ↗285 |

## Улицы
Берёзовая, Весенняя, Дачная, Каменный переулок, Кленовый проезд, Лесной переулок, Липовая, Новая, Новосельский переулок, Озёрная, Ольховая, Полевая, Рябиновая, Совхозная, Солнечный переулок, Спортивный переулок, Строителей, Травяной тупик, Хуторская, Цветочная, Центральная.